# Дидима (Мала Азия)
Дидима (на старогръцки: Δίδυμα, днешният град Дидим) е древно светилище на бог Аполон с оракул в Западна Мала Азия, сред най-значимите светилища на Аполон наред с Кларос, Делфи и Додона. Има добре запазени големи постройки от древността.
Дидима се намира близо до пристанищния град Милет, на западния бряг на Мала Азия (в днешна Турция). През VI век пр.н.е. навътре от брега е построен около 17 км дълъг „свещен път“, свързващ пристанището на Милет Панормос с Дидима. От двете страни на пътя били поставени архаични статуи на седнали мъже и лъвове (някои от тях сега са в Британския музей).
И Херодот и Павзаний пишат, че когато йонийците пристигат (към I хилядолетие пр.н.е.), те намират едно по-старо култово място, на което е почитана местна богиня. Приема се че светилището е основано през II хилядолетие пр.н.е., но няма археологични доказателства за тази теза. Според легендата на това място Лето забременява от Зевс с Аполон и Артемида. Оракулът е много известен вероятно още през VII век пр.н.е.

## Храм на Аполон
Първите строителни работи на храм на Аполон датират от около 540 г. пр.н.е. и този храм е от типа диптер, т.е. с портик с две редици колони и отворен вътрешен двор Вътрешността била украсена с колони, чиято подредба била симетрична на тази на външните. Колоните имали фигуративна украса, подобна на използваната в Ефес. До Гръко-персийските войни за този храм се грижел родът на Бранхидите, но той е опожарен от персите през 494 г. пр.н.е.
На мястото на архаичния храм в началото на елинистическата епоха започва строеж на нов колосален храм, който се свързва с посещението на Александър Велики в Милет през 334 пр.н.е.
Планирането на храма извършва известният архитект Пайоний (Пеоний) от Ефес (според други източници участва и Дафнис от Милет). Храмът на Аполон (118 м × 60 м) е почти завършен през II век пр.н.е., и макар че остава непокрит, е образец на елинистичния стил със 108 йонийски колони с височина 20 метра. Сградата е първият йонийски храм, при чийто строеж е спазена атическата традиция на равно разстояние между колоните.
Първите археологически разкопки са предприети през 1904 г. от Теодор Виганд  по поръчение на берлинския музей и продължават до 1913 г. След 1962 г. разкопките продължават под ръководството на Клаус Тухелд (Klaus Tucheld) от Германския археологичен институт.